# Bianka Kéri
Bianka Kéri-Kéri (Veszprém, 19 de abril de 1994) es una deportista húngara que compite en atletismo, especialista en las carreras de mediofondo. En los Juegos Europeos de Cracovia 2023 consiguió una medalla de plata en la prueba de 800 m.

## Palmarés internacional
| Juegos Europeos | Juegos Europeos   | Juegos Europeos  | Juegos Europeos |
| Año             | Lugar             | Medalla          | Prueba          |
| --------------- | ----------------- | ---------------- | --------------- |
| 2023            | Chorzów (Polonia) | Medalla de plata | 800 m           |